# Sardarpur
Sardarpur é uma cidade e uma nagar panchayat no distrito de Dhar, no estado indiano de Madhya Pradesh.

## Demografia
Segundo o censo de 2001,  Sardarpur  tinha uma população de 6120 habitantes. Os indivíduos do sexo masculino constituem 52% da população e os do sexo feminino 48%. Sardarpur tem uma taxa de literacia de 70%, superior à média nacional de 59.5%: a literacia no sexo masculino é de 79% e no sexo feminino é de 60%. Em Sardarpur, 15% da população está abaixo dos 6 anos de idade.